# Panormitis
Das Kloster Panormitis (griechisch Ιερά Μονή Πανορμίτου Ierá Moní Panormítou) ist ein Mönchskloster (Μοναστήρι Monastíri) im Südwesten der griechischen Insel Symi.
Das Kloster ist ein wichtiger orthodoxer Wallfahrtsort, ein religiöses Zentrum und eine wichtige touristische Sehenswürdigkeit auf Symi. Das Kloster steht unter dem Patrozinium des Heiligen Erzengels Michael. Es ist nach dem Johanneskloster auf Patmos das zweitgrößte Kloster des Dodekanes.

## Geografische Lage

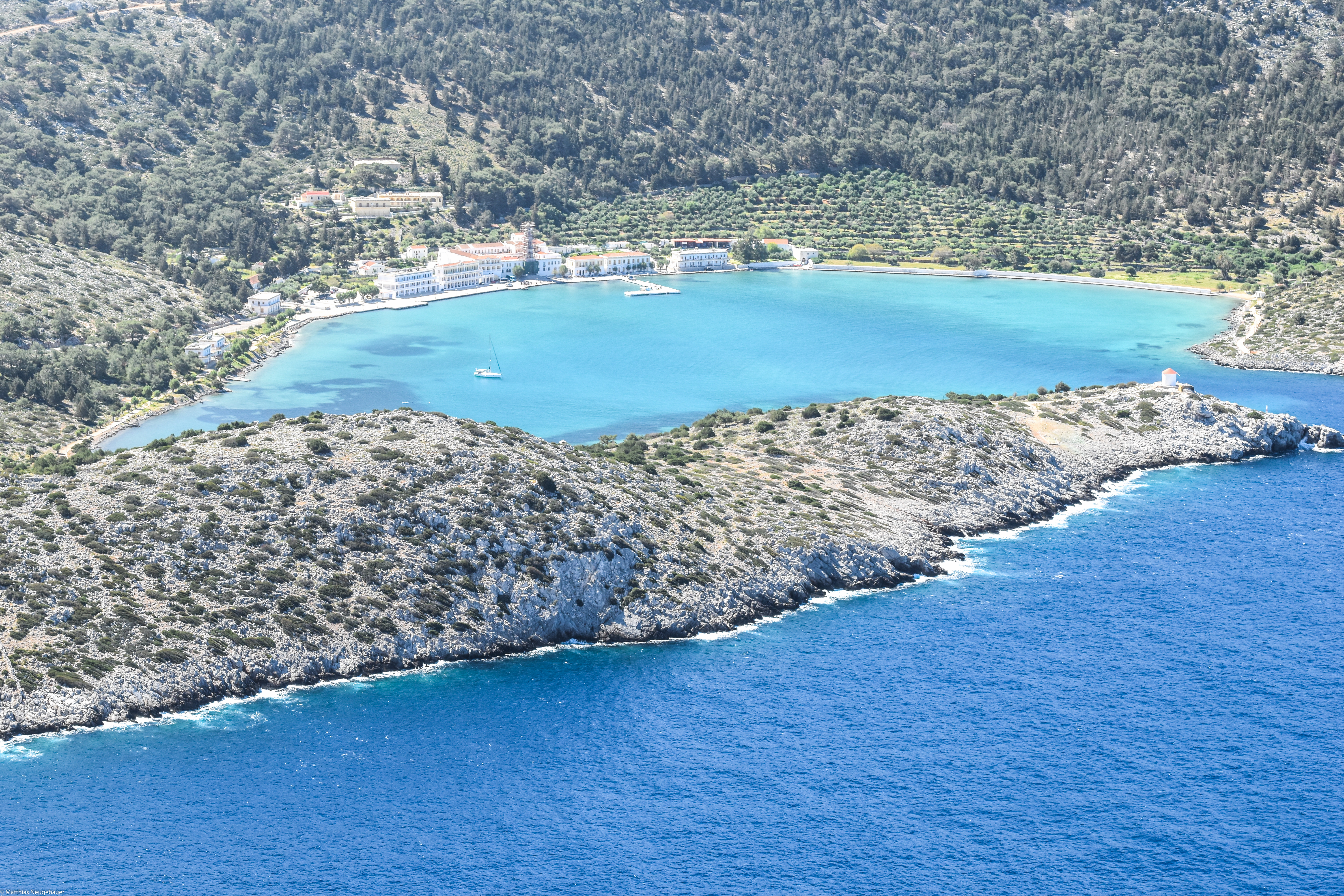
Blick auf die Bucht von Parnomitis mit der Klosteranlage

Das Kloster befindet sich im Südwesten der Insel Symi, der ansonsten weitgehend unbewohnt ist. Das Kloster ist vom Meer aus nicht zu sehen, weil es sich am inneren Rande einer ovalen Buch befindet, die in nordwestlicher Richtung eine nur 150 m breite Öffnung zum offenen Meer hat. Vor dem Kloster befindet sich ein Landungssteg, an dem regelmäßig Schiffe von Rhodos aus anlegen. Auf dem Landweg ist das Kloster von Gyalos (Hauptort von Symi) auf einer 18 km langen Straße erreichbar. Es fahren dort regelmäßig Kleinbusse.

## Geschichte
Die Geschichte des Klosters reicht weit zurück, möglicherweise bis ins 9. Jahrhundert. Eine Entstehungslegende beschreibt (wohl vor dem Hintergrund der als Byzantinischer Bilderstreit bekannt gewordenen Streitigkeiten), dass eine Symiotin in der Bucht des heutigen Klosters unter einem Mastixstrauch eine Ikone vom Erzengel Michael fand. Sie nahm die Ikone an sich, brachte sie heimlich nach Hause und stellte die Ikone zuhause auf. Am nächsten Morgen war das Bild jedoch verschwunden. Als die Frau später wieder in der Bucht war, fand sie unter exakt demselben Strauch die Ikone wieder, nahm sie abermals an sich und stellte sie wieder zuhause auf. Am Tag darauf, war das Bild jedoch wieder verschwunden. Sie ging zurück zur Bucht und sah unter dem Mastix nach, und wieder stieß sie dort auf die Ikone. Ein drittes Mal nahm sie diese mit in ihr Haus und stellte sie auf. Aber auch am Morgen danach befand sich die Ikone nicht mehr an ihrem Platz. Die Frau des Hauses sorge sich nun ob dieser wundersamen Geschehnisse sehr. Da erschien ihr im Traum der Heilige Erzengel Michael und teilte ihr mit, dass seine Ikone in dieser Bucht bleiben solle. Die Frau organisierte sich Hilfe und es wurde eine erste kleine Kapelle gebaut, dem Heiligen Erzengel Michael geweiht, die Ikone wurde dort platziert, und nun blieb sie auch dort. Und ihre Wundertätigkeit wurde entdeckt und bekannt. Aus dieser Kapelle entwickelte sich dann das mächtige Kloster Panormitis.
Die Existenz des Klosters ist im 14. Jahrhundert belegt und in einer Handschrift von 1460 wurde das Kloster erstmals urkundlich erwähnt. Diese Handschrift ist aber seit 1862 verloren. Das Kloster wurde dann immer wieder durch Sarazenen und Piraten zerstört und geplündert. 1775 traf der Mönch Neophytos in der Bucht von Panormitis ein und fand das Kloster weitgehend zerstört vor. Er setzte es sich zum Ziel das Kloster wieder aufzubauen und tatsächlich wurde das Kloster wieder aufgebaut, 1783 die Kirche fertig gestellt, und die Anlage erhielt langsam seine heutige Gestalt. Die geschnitzte Ikonostase wurde 1787 fertig, Fresken im Inneren der Kirche sind von 1792. Der Glockenturm wurde 1911 fertig.
Ab 1922 beherbergte das Kloster das Gymnasium von Symi, später wurde es auch zum Altersheim. Heute ist das Kloster ein regionales religiöses und kulturelles Zentrum, das weit über die Region hinaus strahlt.

## Architektur

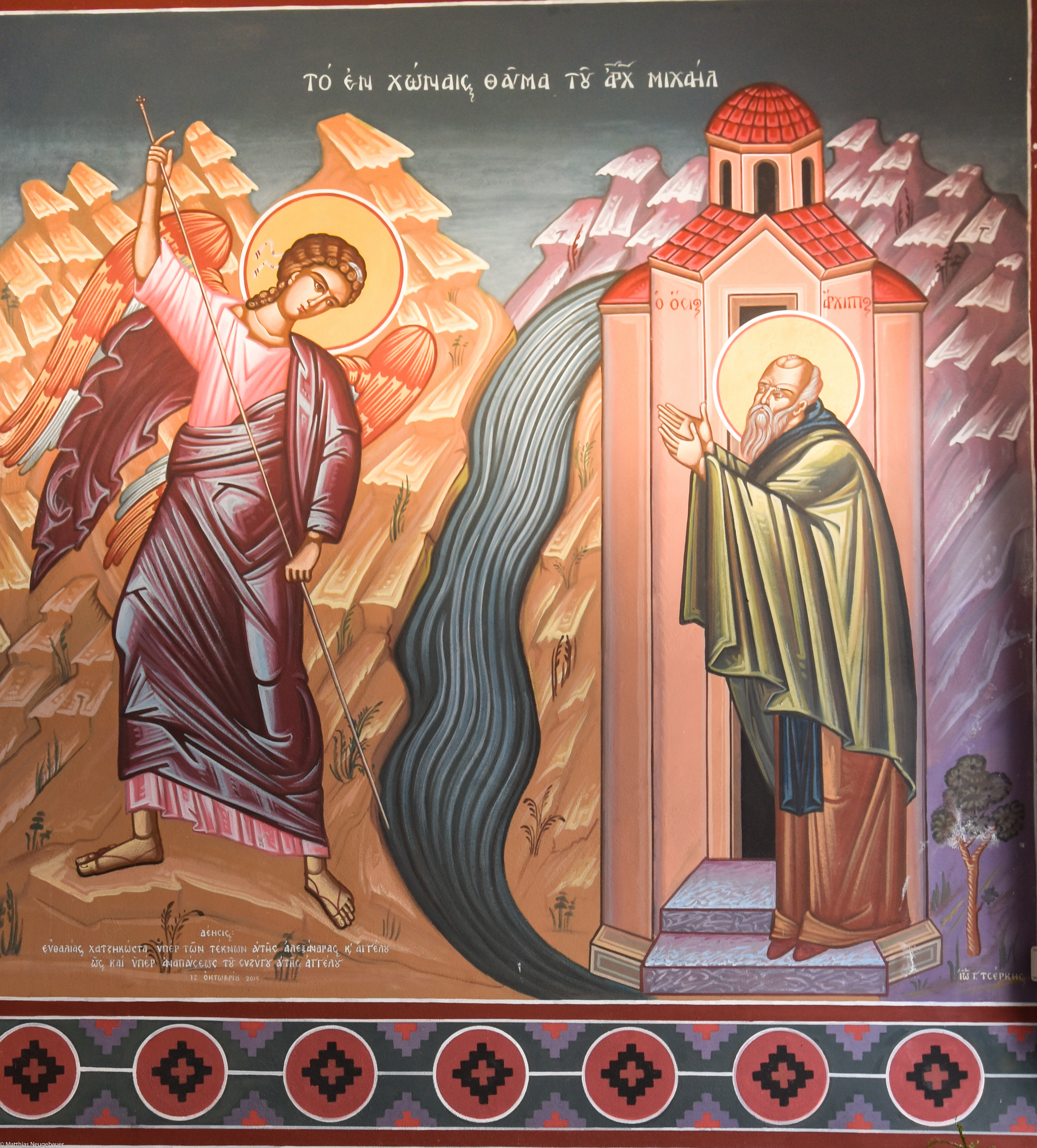
Detail im Klosterhof: Darstellung des Wunders von Chonais: Im phrygischen Chonai (dem ehemaligen Kolossai) ließ der Hl. Michael der Legende nach im 3. Jahrhundert eine Heilquelle entspringen. Damit schützte er die christliche Bevölkerung vor Versuchen der Heiden, die Christen durch Verunreinigung und Umleitung der Gebirgsbäche Lykokarpos und Kouphos auszulöschen. Dieses Wunders gedenkt die orthodoxe Kirche am 3. September.

Das Zentrum der heutigen Klosteranlage stammt weitgehend aus dem 18. Jahrhundert und weist erkennbar Einflüsse des venetianischen Stils auf. Links und rechts der venetianischen Fassade aus dem 18. Jahrhundert sind von den Italienern im 20. Jahrhundert Nebengebäude errichtet worden, die heute als Gästehäuser fungieren. Dominiert wird die Fassade vom barockisierten Glockenturm, der einer der höchsten in Griechenland ist. Direkt unter dem Turm befindet sich das Hauptportal, d. h. der Turm fungiert gleichermaßen als Eintrittstor.
Hinter dem Turmtor befindet sich ein rechtwinkliger Hof, in dem das Zentrum das Klosters steht: das Katholikon, das die wundertätige Ikone des Heiligen Erzengels Michael beheimatet. Die Außenmaße des Katholikons betragen 18 m × 8 m, und das Gebäude ist als längsschiffige, durch zwei Querschiffe gebrochene Basilika konzipiert. D.h. der Grundriss und die Dachkonstruktion entsprechen jeweils der eines Doppelkreuzes. Der Bau ist klassisch von Westen nach Osten ausgerichtet (leicht ostnordöstlich aberudiert).
Der Haupthof mit dem Katholikon wird von Norden her betreten und unmittelbar – leicht links – begegnet der unspektakuläre rundbögige und ornamentierte Eingang der Basilika, der links und rechts von zwei klassizistischen Fenstern gesäumt ist. Über dem Eingang befindet sich ein Rundbogenfenster mit Säulen sowie ganz oben ein kleines Rundfenster.
An der äußeren Nordseite des Katholikons sind byzantinische Fresken von Johannes dem Täufer zu sehen. Die dazu gehörigen Inschriften geben u. a. den Bußruf Jesu aus dem Markusevangelium wieder: "μετανοεῖτε καὶ πιστεύετε ἐν τῷ εὐαγγελίῳ": „Kehrt um und glaubt an das Evangelium“ (Mk 1, 15).
Das Innere des Katholikon ist reich mit Ikonen ausgemalt, an den architektonischen Kreuzpunkten hängen große Kronleuchter und der Boden ist aus poliertem Marmor. Die berühmte Ikone des Heiligen Erzengels Michael befindet sich vor der Ikonostase rechts.
Die das Katholikon umgebenden Gebäudetrakte waren auf der unteren Etage früher v. a. Wirtschaftsgelasse. Eine Galerie weiter oben war für die Mönche. Im unteren Gebäudeeingangsteil befinden sich heute ein Empfangsbereich mit einem Geschäft, das klosterspezifische Artikel anbietet (Ikonen, Broschüren, Postkarten, Öl, Wein, Gewürze). Zudem beherbergt das Kloster zwei Museen: Das eine ist das Kirchliche Museum (ΕΚΚΛΗΣΙΑΣΤΙΚΟ ΜΟΥΣΕΙΟ), das 1987 vom Archimandrit Gabriel Margaritis in Leben gerufen wurde und das in erster Linie kirchliche Schätze, Geschichte und Dokumente von Symi und dem Dodekanes präsentiert.
Das andere ist das Volkskundliche Museum (ΛΑΟΓΡΑΦΙΚΟ ΜΟΥΣΕΙΟ), das durch praktischen und gedanklichen Lebenswelten der Bewohner Symis durch die Zeiten hindurch mit unzähligen Exponaten führt.

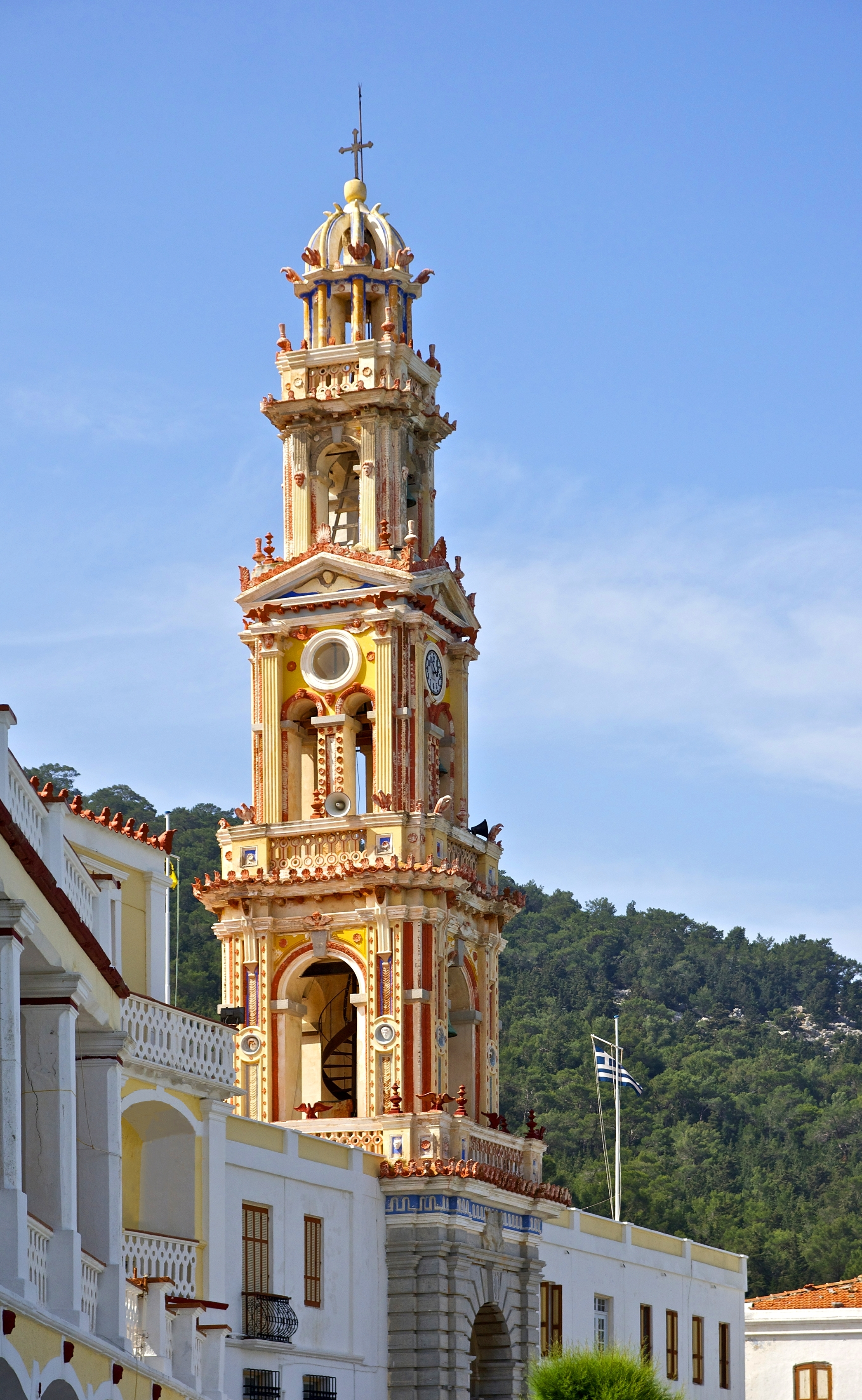
Der eindrückliche (neo-)barocke Glockenturm des Klosters Panormitis
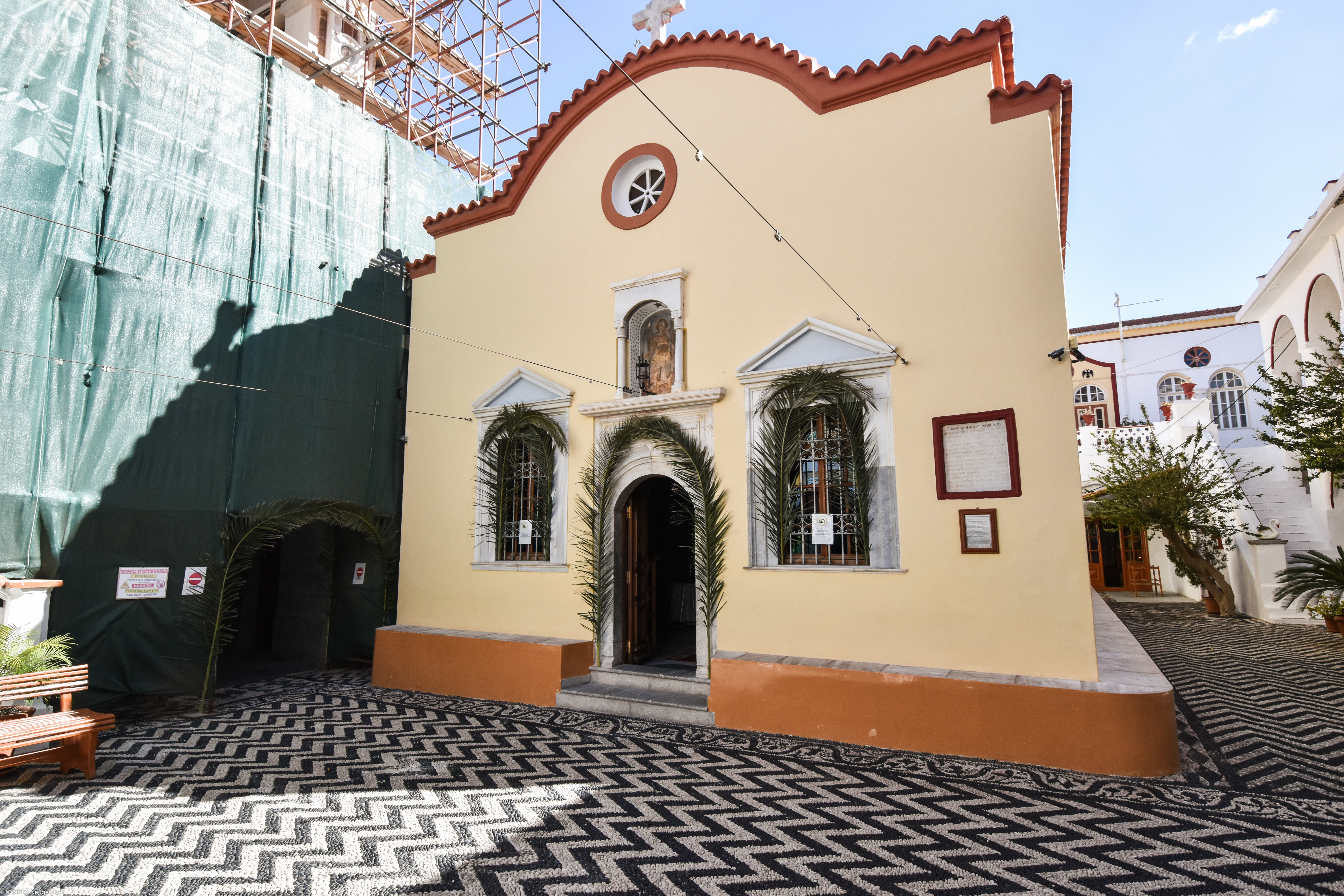
Das geschmückte Katholikon im Zentrum der Klosteranlage Panormitis
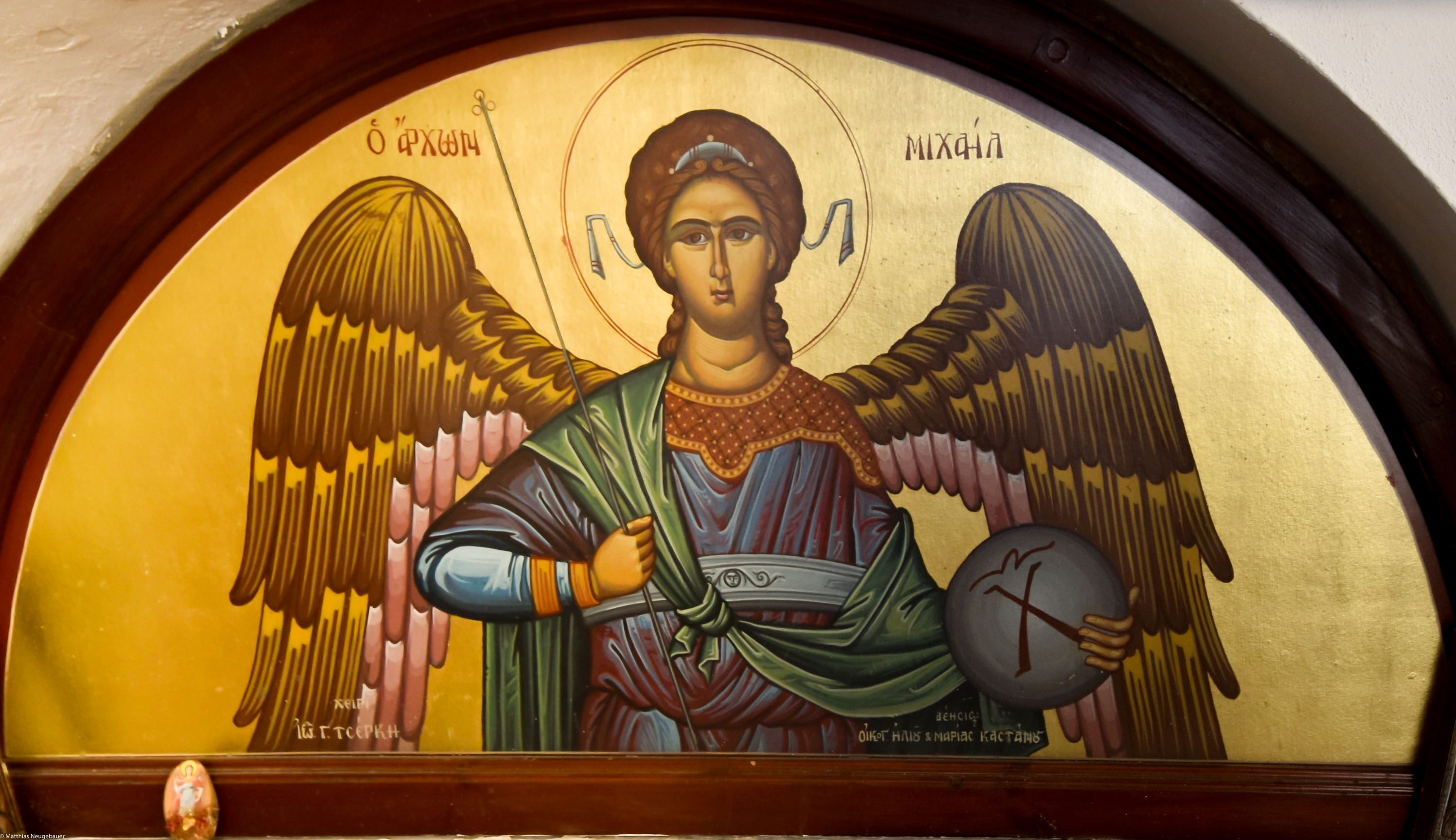
Darstellung des Erzengels Michael im Hof um das Katholikon des Klosters Panormitis